# Kew Gardens
A Kew Gardens (azaz Kew-kertek vagy Kew-park) világhírű növénykert és botanikai kutatóállomás London délnyugati részén, Richmond upon Thames kerületben. A Királyi Botanikus Kertek egy nem kormányzati tudományos testület elnevezése, amelynek a székhelye a Kew-i Botanikus Kertekben található, de több botanikus kertet és herbáriumot is kezel az Egyesült Királyságban és Ausztráliában. A kertek elnevezés többes száma arra utal, hogy a Kew- és a Richmond-palota kertjeinek összeolvasztásából alakult ki. A 18. században alapította II. György fia, Frigyes walesi herceg és természetkedvelő felesége, Auguszta hercegné. Kewban közel 70 000 növényfajt gondoznak, melyek genetikai forrásként is egyre nagyobb szerepet játszanak. Herbáriumában mintegy 8 millió préselt példányt őriznek, ezzel a leggazdagabb a világon. A növénykertet az UNESCO 2003-ban a világörökség részévé nyilvánította.

## Története

### Korai története

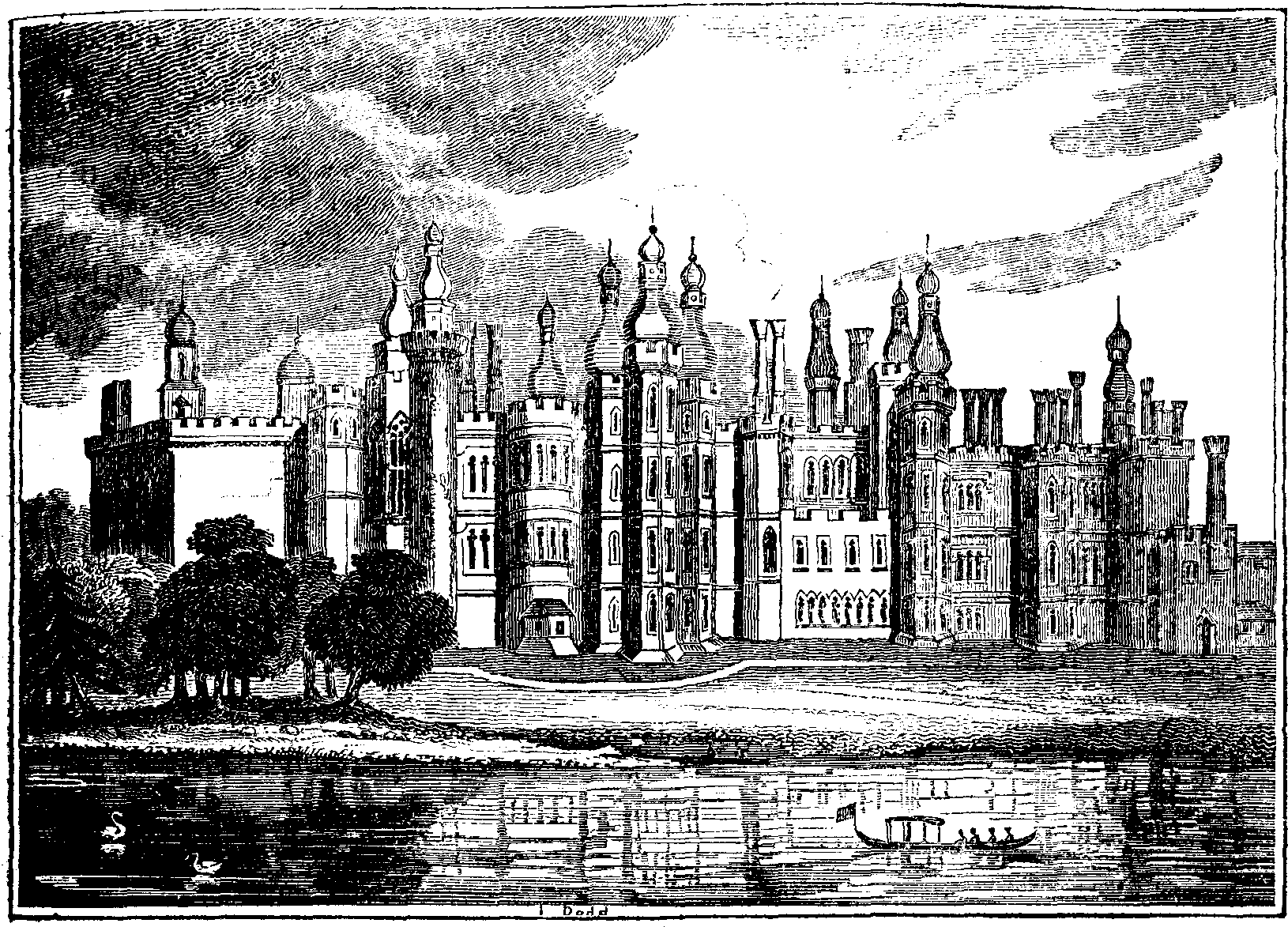
A VII. Henrik által épített Richmond-palota

A Királyi Botanikus Kertek területének kialakulása a Temze történetéhez kapcsolódik, mely a paleolitikumban (13 000 évvel ezelőtt) foglalta el mai medrét. A paleolitikum embere lakható környezetet talált a bővizű folyó partjai mentén, erre bizonyítékok az egykori települések nyomai, amelyek megőrződtek a folyó által lerakott hordalékrétegekben.
A rómaiak idején Kew területén egy őrtornyot létesítettek a Temzén áthaladó, közeli brentfordi gázló megfigyelésére. A legendák szerint Julius Caesar Kew-nál kelt át a Temzén és indult hódító útjára a Brit-szigeten.
A mai növénykert területe a középkorban két külön településhez tartozott. A Temze-parti kis falucska, Kew első írásos említése 1313-ból származik. Richmondnak, amely délebbre helyezkedett el sokkal nagyobb jelentősége volt, mivel 1290 óta királyi birtok volt. I. Eduárd építette a shene-i (Richmond régi elnevezése) udvarházat, melyet előbb a karmelita apácáknak, majd feleségének, Izabella királynénak ajándékozott. Fia, II. Eduárd körülárkolt kastéllyá alakította, amelynek vadászterülete Kew-ig kinyúlt. A palotát 1394-ben II. Richárd lebontatta, miután felesége, Csehországi Anna itt halt meg pestisben. A kastélyhoz tartozó kerteket azonban megtartották. 1414-ben V. Henrik egy karthauzi kolostort épített Shene-ben, és a kert nagy részét a szerzetesrendnek ajándékozta. A kolostort VIII. Henrik számolta fel a 16. század közepén. Ugyancsak V. Henrik nevéhez fűződik egy új palota megépítése Shene-ben, délkeletre a régi palota helyszínétől. Ez a palota 1497-ben teljesen leégett, de VII. Henrik jóvoltából újjáépítették. Ekkor nevezték át Richmondnak.
A palota kertjeit I. Jakab (1603–1625) uralkodása idején bővítették ki és ekkor épült a vadászház, a Richmond Lodge is. 1649-ben I. Károly kivégzése után az angol parlament eladta a richmondi palotát, a vadászházat és a kerteket. A palotát elbontották, építőanyagát más építkezéseknél használták fel. A restaurációt követően, III. Vilmos visszaszerezte a richmondi birtokot, a királyi rezidenciát pedig a fennmaradt vadászházban rendezte be. Ekkor rendezték az új rezidencia körüli telket, a Richmond-kerteket (Richmond Gardens) is. A 17. század végén épült meg a rezidenciát a Temze-parttal összekötő sétány.
Ez idő alatt Kew elsősorban mezőgazdasági terület volt és csak a 17. századtól kezdődően kezdték meg elkerítését és beépítését. A kew-i birtokon a 17. század második felében épült fel a Capel angol nemesi család rezidenciája, a Fehér-ház (White House). A házhoz egy kis, falakkal körülvett, francia stílusban berendezett kert tartozott.

### 1700-tól 1841-ig
1707-ben a richmondi vadászkastélyt és a hozzátartozó kertet James Butler, Ormonde hercege bérelte. Részlegesen átépítette és átnevezte Ormonde Lodge-nak, a Temze-partra vezető sétányt pedig egybeépítette az általa elképzelt „vadon-parkkal”. A herceg számára épült fel a Temze partján a Riverside Terrace nevű, kis nyári nyaraló is. A birtokot 1718-ban a walesi herceg kapta meg, miután Ormonde hercegét összeesküvéssel vádolták az 1715-ös jakobita-lázadásban való részvétele miatt.
A birtok új lakosai, György walesi herceg és felesége, Karolina hercegné, visszaállították a régi nevét (Richmond Lodge). Miután a herceget 1727-ben II. György néven angol királlyá koronázták, a birtok Karolina királyné tulajdona lett, aki elkötelezett híve volt az angol kertépítészetnek, és ezzel meghatározta a richmondi kertek további fejlődését.
Az 1720-as évek elején Charles Bridgemant, Anglia egyik leghíresebb kertépítészét nevezték ki királyi főkertésznek Richmondba. Ő volt az aki a kertet teljesen újratervezte, felépítette az első épületeket és pavilonokat. 1727-ben a kert északon egészen Kew-ig terjedt ki. Bridgeman a kertet négy jól elhatárolható részre osztotta: az első, vadon-jellegű részt erdősítette, a második rész jellegzetességei a pázsitok voltak, illetve a kacsaúsztató; a harmadik rész a rendezett, francia-stílusú kertrész míg a negyedik a Riverside Terrace környéki, Temze-parti promenád.
Karolina királyné halála után, 1737-ben, II. György örökölte a birtokot, aki Bridgeman 1738-as halála után Thomas Greeninget nevezte ki főkertésznek, aki folytatta elődjének elképzeléseit. 1764-ben Lancelot „Capability” Brownt nevezték ki főkertésznek, aki korábban a Hampton Court-palotánál dolgozott. Az ő nevéhez fűződik a Bridgman által megtervezett kert átalakítása: lebontatta a kerti építmények nagy részét, újabb sétányokat létesített, elbontatta a Riverside Terrace-t. 1772-ben, a richmondi palota lebontása után a királyi család a kew-i Fehér Házba költözött át, mely korábban a walesi herceg birtoka volt, de a richmondi kert azonban továbbra is királyi birtok maradt.
A kew-i kert a richmondival párhuzamosan fejlődött. 1731-ben a kew-i birtok a Fehér Házzal a Capel családtól Frigyes walesi herceg tulajdonába került. A birtok fejlődése házassága után, 1736-tól vett új lendületet, amikor a természetbarát Auguszta hercegné beköltözött a Fehér Házba. A birtok parkjának áttervezésére és felújítására William Kentet kérték fel, aki korábban Richmondban is dolgozott. Az udvarházat palladiánus stílusban építette újra és elnevezését a fehérre festett homlokzata után kapta: Fehér Ház.
A walesi hercegi pár rajongója volt a kertépítészetnek, és Bute earljének segítségével sikerült a környező parkot a kor ízlésének megfelelően kiépíteni és egzotikus növényekkel beültetni.
Frigyes 1750-ben tervbe vette a park teljes átalakítását. Még több növényfaj beültetését szerette volna megvalósítva látni, előirányozta egy vízvezeték megépítését is, valamint filozófusok szobrainak elhelyezését a park különböző részein és a Parnasszosz hegyének allegorikus ábrázolását. Terveit azonban korai halála miatt nem sikerült megvalósítani.
Felesége, Auguszta hercegné 1752-ben részben férjének tervei, részben pedig Bute earljének ötletei alapján nekilátott a park átalakításának. Főkertésze, John Dillman segítségével kialakította a mai Narancsház melletti kilenc holdnyi területen az első botanikai gyűjteményt. 1757-ben a hercegné felkérte William Chambers építészt (később III. György építésze) a park díszépületeinek megtervezésére. 1761-ben John Smeaton angol mérnök tervei alapján megépítették a park öntözőrendszerét. 1762-ben épült fel a park egyik legnevezetesebb épülete, a pagoda. A kew-i kertek virágkora az 1760-as években volt.
Mind a richmondi, mind a kew-i kertek Európa-szerte nagy elismerésnek örvendtek, és az angol kertépítészet mintapéldáiként tartották számon őket. A szintén a világörökség részét képező wörlitzi kert is Kew mintájára épült 1760-1817 között.
Auguszta hercegné Bute earljének segítségével 1759-ben alapította meg az első tulajdonképpeni botanikus kertet Kewban, amelynek felügyeletére William Aiton főkertészt nevezte ki. Az ekkor létrehozott egzotikus kertet a mai növénykert hivatalos elődjeként tartják számon.
1772-ben, Auguszta hercegné halálát követően a birtokot III. György örökölte, aki 1802-ben egyesítette a richmondi és kew-i kerteket, felszámolva az őket elválasztó sétányt és falakat.
A kertek 1773-ban Sir Joseph Banks, egy gazdag vállalkozó és lelkes természetbarát vezetése alá kerültek. Felügyelete alatt kibővítették a park növényállományát a világ minden sarkából származó értékes és ritka fajokkal. Ebben az időszakban nőtte ki magát világhírű intézménnyé.
1820-ban Banks és III. György halálát követően a növénykert életében egy hanyatlási periódus kezdődött el. IV. György uralkodása idején, 1825-ben építették fel a növénykertet körülvevő falat és a kapukat. A park leromlott állapota miatt a Királyi Kincstár 1840-ben úgy döntött, hogy átadja az angol államnak.

### 1841-től napjainkig

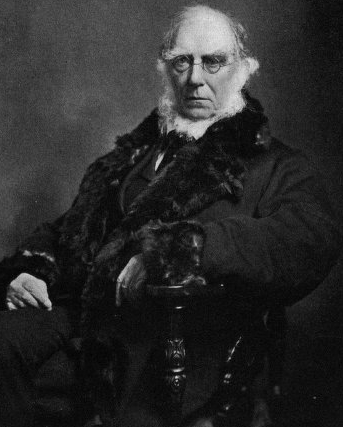
Sir Joseph Hooker

Az állam által frissen megvásárolt Királyi Botanikus Kertek élére 1841-ben Sir William Hookert nevezték ki, akinek nevéhez az épületek felújítása, valamint a Pálmaház megépítése fűződik valamint a herbárium megalapítása. Őt 1865-ben fia, Joseph Hooker követte a főkertészi állásban, aki megalapította az arborétumot és a Mérsékeltövi-házat.
Az 1840-es években bővítették ki William Andrews Nesfield kertépítésznek köszönhetően az arborétumot és szintén az ő nevéhez fűződik a park ma is létező sétányainak és fasorainak a kialakítása. A kert nagy üvegházainak és a kertet díszítő, ma is látható kis épületek nagy része is ebben az időben készült el Decimus Burton építész tervei alapján.
1885-ben Sir William Thiselton-Dyert nevezték ki főkertésznek. Az ő vezetése alatt csatolták a kerthez az 1898-ban Viktória királynőtől ajándékba kapott Sarolta királyné kunyhóját és a hozzátartozó kerteket. 1901-ben, hosszas bírósági viták után egyesítették Kew-val a British Museum herbáriumát, ezzel jelentősen megnövelve a növénykert gyűjteményét.
Az első világháború alatt David Prain volt a park főkertésze. Ebben az időszakban a növénykert elhanyagolt állapotba került, mivel a háború miatt nem volt elegendő munkaerő a fenntartására.
A második világháború idején a virágágyások nagy részét zöldségeskertekké alakították át és területén számos óvóhelyet ástak, amelyek helye napjainkban is látható.
A második világháború után a botanikus kert fejlődését a brit gazdaság nehéz helyzete gátolta. 1959-ig az egyetlen jelentősebb fejlesztés a kertben az Evolúció-ház megépítése volt, az ausztrál kormány jóvoltából. 1956-ban Kew főkertésze Dr. George Taylor lett. 1959-ben, a kert kétszáz éves évfordulója alkalmával jelentős felújítási munkálatokat és fejlesztéseket indítottak el. Ebben az időszakban nyitották meg a Narancsház kiállításait, újították fel az üvegházakat és a pagodát, bővítették a herbáriumot.
1990-ben megnyitották az Oktatási Központot, 1993-ban pedig jelentősen kibővítették a kutatóállomást.
Az 1987-es angliai nagy vihar során több mint 650 fa elpusztult. Ugyancsak 1987-ben Diana walesi hercegné felavatta a Walesi hercegné melegházat, melyet a kert alapítójának, Auguszta hercegnének az emlékére emeltek.

## Fekvése

A növénykert térképe

A Királyi Botanikus Kertek London Richmond upon Thames kerületében fekszik, 10 km-re délnyugati irányban a belvárostól, a Temze egyik kanyarulatában. Koordinátái: é. sz. 51° 28′, ny. h. 0° 18′51.466667°N 0.300000°W.
A nagyjából téglalap alakú kert 132 hektáron fekszik, észak–déli irányban közel 2 km hosszú, kelet–nyugati irányban közel 0,7 km széles. Északi és nyugati oldalát a Temze határolja, keleten pedig a Kew-hidat Richmond belvárosával összekötő A307-es Kew Road. Déli részén a richmondi golfpályával határos. A kertnek négy kapuja van: a Főkapu a Kew-híd felől, a Viktória-kapu (ez a legfontosabb kapuja a kertnek) a Kew Gardens metrómegálló felől és az Oroszlános-kapu, ami dél felől, Richmond központja felől közelíthető meg. A negyedik, Brentfordi-kapu a Temze-parton található.

### Sétányok
A kert nagy sétányát Decimus Burton alakította ki 1845-1846 között. A sétány és a két úgynevezett vista (fasor) a Pálmaháztól indul ki sugárirányban. A sétány mentén 16 ezüstcédrus áll, amelyeket a korábban itt álló spanyolcédrusok helyére telepítettek, mivel jobban bírják a hűvösebb londoni éghajlatot.
A pagoda-fasor (pagoda-vista) a pálmaháztól a pagodáig húzódik, 850 m hosszú, örökzöld fák szegélyezik.
A Sion-fasor (Sion-vista) a pálmaháztól a Temze partjáig húzódó 1200 m hosszú sétány, mely nevét a Temze partján, a sétány végében álló Sion-ház után kapta.
Egy harmadik fasor, a cédrus-vista a pagodától indul és keresztülszeli az arborétumot, keresztezve a Sion- és pagoda-vistákat. Végében egy 18. századi libanoni cédrus áll, amelynek nevét is köszönheti.

## Üvegházak

### Pálmaház
A pálmaház építéséről 1841-ben döntött Sir William Jackson Hooker, Kew akkori főkertésze. Az épület 1844 és 1848 között épült fel Decimus Burton tervei alapján, az acélszerkezetet az ír Richard Turner öntödéjében gyártották le. Burton eredeti ötlete szerint az épületet nehéz acélívek tartották volna, de a mocsaras terep miatt Turner a könnyebb, acél keresztgerendás megoldást javasolta, melynek ötletét a hajógyártásból kölcsönözte. Ezáltal nemcsak az épület szerkezetének súlya csökkent, hanem a belső fesztávolsága is megnőtt. Az épületet gyakran felfordított hajótesthez hasonlítják. A közelben megépített campanile célja a Pálmaház kazánháza kéményének elrejtése volt. A ház a kert központi pontja: innen indul ki sugarasan a Nagy-sétány, valamint a Pagoda-fasor és a Sion-fasor.
Az első pálmákat 1848-ban telepítették be. A teljes ház beültetése 1865-ben fejeződött be.
A meleg levegő cirkulációját segítendő, a padlóban futó melegvízvezetékek fölé acélrácsokat építettek be. 1961-ben a kazánházat áthelyezték a campanile mellé és a szénről átálltak az olajfűtésre. A hővezetékeket a campanile és Pálmaház között húzódó, mintegy 150 m hosszú alagútban fektették le. A campanilét továbbra is kéménynek használták.
1952-ben, több mint száz évnyi működés után a Pálmaházat bezárták, miután az állapotát felmérő mérnökök nem találták biztonságosnak. A felújított házat, amelynek az összes üveglapját lecserélték, 1959-ben nyitották meg ismét a nagyközönség számára.
Az épületet 1980-ban ismét le kellett zárni, miután csatornái meglazultak és átütötték az üvegfalakat. 1984-ben az összes növényt elszállították (történetének első kiürítése) és nekiláttak a szerkezet teljes felújításának, melynek számos elemét lecserélték könnyebb kovácsoltvasból készült elemre, az üveglapok köré pedig rozsdamentes acél kereteket szereltek. Átalakították a padlót, az alagsori kazánházat pedig felszámolták, helyette akváriumot létesítettek. A felújított Pálmaház 1990-ben nyitotta meg kapuit a nagyközönség előtt.
A Pálmaház növényeit három csoportba szervezték: afrikai flóra, ázsiai és a ausztráliai flóra valamint amerikai flóra. A számos trópusi növény között megtalálható a banán, kenyérfa (Arotcarpus altilis), gumifa (Hevea brasiliensis), kávécserje, madagaszkári meténg stb. A központi csarnokban a világ legmagasabb pálmáinak képviselői láthatók: őszibarackpálma (Bactris gasipaes), babassu-pálma (Orbignya phalerata), királynőpálma (Syagrus romanzoffiana), amerikai olajpálma (Attalea venatorum) és kókuszpálma (Cocos nucifera).
Az egykori kazánház helyén berendezett kiállításon 19 akváriumban mutatják be a tengeri ökoszisztémák (korallzátonyok, esztuáriumok, sós mocsarak, mangroveerdők és sziklás partszakaszok) növényvilágát.

### Mérsékeltövi-ház
|  |  |
|  |  |

A Mérsékeltövi-ház építését 1860-ban kezdték meg. Központi csarnoka és a hozzá csatlakozó két nyolcsszögű csarnok 1862-re lett kész. A két szélső négyszögletes csarnok pénzügyi nehézségek miatt csak jóval később, 1895-ben készült el. Az üvegház hossza 180 m, legnagyobb szélessége pedig 42 m, ezzel a legnagyobb a növénykertben, hasznos felülete 4800 m², ami közel kétszerese a pálmaházénak.
A gyűjtemény gyarapodását követően az 1960-as években merültek fel az első komolyabb problémák. A dús növényzet lecsökkentette a bejutó napfény mennyiségét, és a talajszint flórája veszélybe került. A nyolcszögletű csarnokok alatt elhelyezett kazánházak gyenge szigetelése és a felfelé áramló hő miatt a csarnokok már nem voltak alkalmasak mérsékelt égövi növények számára. Ezen problémák, illetve az acélszerkezet és az házat borító üveglapokat megromlott állaga miatt a Mérsékeltövi-házat 1974-ben bezárták.
A restaurálás során lecserélték az épületet burkoló üveglapokat, felszámolták a kazánházakat, a fűtést pedig a Pálmaházzal közös kazánházból oldották meg. A belső terek és ösvények kialakítását is megváltoztatták, vízijátékokat (szökőkút, vízesés, medencék stb.) építettek be. A növénygyűjteményt megritkították és átrendezték a jobb fényviszonyok elérése céljából. A újjáépített házat 1982-ben nyitották meg.
A növénygyűjteményt, az eredeti elképzelés szerint, földrajzi tájegységek szerint rendszerezték. A központi csarnokban szubtrópusi fákat és pálmákat helyeztek el. A déli nyolcszögletű csarnokban dél-afrikai növények kaptak helyet, az északiban pedig új-zélandiak. A déli csarnok az afrikai növényeké (itt látható a csodafenyő-gyűjtemény is), míg az északi csarnok Ázsia mérsékelt égövi tájainak flóráját mutatja be.

### Walesi hercegné-ház
A Walesi hercegné-ház Kew legújabb és legkorszerűbben felszerelt melegháza. A kert alapításában részt vállaló Auguszta hercegné (korábbi walesi hercegné) emlékére, 1987-ben avatta fel Diana walesi hercegné. Az új épület 26 régi, elavult melegházat váltott ki. Tervezése során az elsődleges szempont az energiatakarékosság valamint az alacsony fenntartási költség volt. Lejtős falai hatalmas napfényenergia-gyűjtőként működnek. A belső teret 10 különböző környezetet szimuláló részre osztották, amelyek légköri viszonyait központilag felügyelik. Az épület alatt egy 227 ezer m³-es tartály található, mely a csapadékvizet gyűjti össze, amit aztán öntözésre és a belső tavak vízellátására használnak fel. Az üvegház legérdekesebb növényei az orchideák, kaktuszok, páfrányok, valamint a húsevő növények gyűjteménye.

### Davies-ház
A Davies-ház a kert legújabb üvegháza, 2005-ben építették az alpesi növénygyűjtemény számára. Jellegzetes kúp-alakjának a levegő cirkulációjában van szerepe. Oldalainak alsó részén áramlik be a lehűtött levegő, a meleg levegő pedig a csúcsán kialakított nyílásokon keresztül távozik. A ház üvegei 12 mm vastagok és alacsony vastartalmuk miatt a napfény 90%-át áteresztik. A növényágyásokat speciális vízelvezető rendszerekkel látták el a talaj szárazságának megőrzése érdekében. Az üvegház hűvösen tartását az itt kiállított alpesi növények igénylik, amelyek rövid, csapadékos nyarakhoz és hosszú, száraz telekhez szoktak. A számos növényfaj közül megtalálhatók a kövirózsák (Sempervivum) és a kőtörőfüvek.

### Evolúció-ház
Az Evolúció-ház egyike a kert üvegházainak. Nevét a benne berendezett, a Föld és a növények evolúcióját bemutató interaktív kiállítás után kapta. A szilur, karbon és kréta földtörténeti korok növényvilágának számos fosszilis képviselője látható, többek között a világ legnagyobb fosszilis zsurlója (Equisetum giganteum), illetve páfránya (Lygodium), valamint az edényes növények első képviselője, a Cooksonia és számos sztromatolit.

### Tündérrózsa-ház
A Tündérrózsa-ház egyike a kert acélvázas építményeinek. 1852-ben épült és korának legnagyobb fesztávolságú üvegháza volt. Az óriási amazóniai tündérrózsák számára épült, azonban 1866-ban, miután a növények kihaltak, gyógynövényeket és fűszernövényeket telepítettek be. Eredeti funkcióját 1991-ben szerezte vissza. A kert legmelegebb üvegházának legértékesebb növényei a tündérrózsák (Nymphaea fajok és az óriási Victoria cruziana) valamint a lótusz és a papirusz.

### Bonszai-ház
A Bonszai-ház a legkisebb üvegház a kertben. Eredetileg az alpesi növények gyűjteményének adott otthont, majd 1981-ben az új Davies-ház megnyitása után kapott helyet benne a bonszai kiállítás.

## Díszkertek
- A herceg kertje a Kew-val szomszédos Cambridge-ház (Cambridge Cottage) magánkertje volt. 1904-ben lett a növénykert része. A téglafalakkal körbevett kertet rendezett virágágyások díszítik, az évszakoknak megfelelő növényekkel beültetve, így megőrizve eredeti, szórakoztatásra szánt funkcióját. A hagyományos, angol kerteket díszítő növények mellett néhány egzotikusabb, mediterrán faj is megtalálható, de él itt gyömbér, rózsanád és levendula is.[51]
- A füvek kertjét 1982-ben alapították. Napjainkban több mint 550, a fűfélék családjába tartozó faj él területén, illetve számos takarmány- és gabonanövény. A kert két részből áll: egy bemutató rész, mely az egész éven át zöldellő fajokat mutatja be és egy tanulmányi rész, amely rendszerezve mutatja be a Brit-szigetek fűféléit, a trópusi és mérsékelt övi gabonanövényeket és a perjeféléket (mint például a Dél-Kínából származó, az Európában az 1970-es években meghonosított Miscanthus sinensis).[52]
- A vízi kertet 1909-ben nyitották meg, a Hampton Court palota hasonló kertjének mintájára. Központi eleme egy melegvizű medence tündérrózsákkal, illetve oldalsó, hosszanti irányú medencék sás- és kákafélékkel, mint például a virágkáka (Butomus umbellatus) és vidrafű (Menyanthes trifoliata).[53][54]
- A titkos kert egy jellegzetes angol nyaralóház kertjének a reprodukciója, melynek célja az emberek elbűvölése a látvány, illat, hang és tapintás összjátéka által. A kertet magas sövény választja el a park többi részétől, közepén egy szökőkút áll. Legfontosabb növényei az illatos Madame Isaac Periere rózsafaj, a boroszlán, a muskátli, kontyvirágfélék, liliomfélék, valamint gyümölcsfák (birsalma, alma, körte).[55][56]
- Az erdei kert tulajdonképpen egy három szintes liget: felső szintjét tölgy- és nyírfák koronái alkotják, középső szintjét rododendron és juharbokrok, a talajszintet pedig hunyorfélék, kankalinok és gyűszűvirágfélék.[57]
- A sziklakertet 1882-ben építették a Pireneusokból származó növényfajok számára. A kert azóta kibővült a világ összes magashegységi régiójából származó fajával. Központi részét egy vízesés díszíti. A több mint félhektáros kertben éghajlati és földrajzi szempontok szerint vannak csoportosítva a különféle növényfajok: alpesi növények, mediterrán növények, erdei növények, valamint európai növényvilág (kőtörőfüvek, kontyvirágfélék, szegfűfélék, sáfrány, tőzike stb.), ázsiai hegyvidéki növényvilág (gyömbérfélék, szibériai íriszek), ausztráliai hegyvidéki növényvilág, dél-amerikai növényvilág (zsályafélék) és észak-amerikai növényvilág (lobéliák, kaliforniai orgona).[58][59]
- A virágágyásokat az egykori királyi konyhakertből alakították ki 1846–47-ben. Kew legszínesebb kertje több mint 126 virágágyással és 51 különböző családhoz tartozó 3000 féle növényfajjal rendelkezik. Sir Joseph Hooker tervei szerint alakították ki őket a növények rendszerének és tudományos megismerésének céljából, amiatt gyakran rendszertani ágyásoknak is nevezik.[60][61]
- A rózsalugas a virágágyások közötti sétányokat borítja. 1959-ben alakították ki, a növénykert létezésének kétszázadik évfordulója alkalmával.[62][63]
- A királynő kertje a Kew-palotához tartozó rendezett kert. Hosszú ideig, a Temze áradásai miatt nem művelték. A kert mai kialakítását Sir George Taylor egykori főkertésznek köszönheti, aki 1959-ben elhatározta újrarendezését. A francia kertek mintájára alakították ki: központi eleme a parterre, amelyet sövények által elhatárolt kisebb zsálya-, levendula- és rozmaringágyások vesznek körbe. A parterre központjában egy díszkút található, melyet Verrocchio Fiú delfinnel szobrának másolata díszít. Ugyancsak francia vonás a kert keleti oldalán kialakított lugas, amelynek célja a francia felfogás szerint, napsütéses időben menedéket nyújtani a hőség elől elhúzódni vágyó uraknak és úrhölgyeknek.[64]
- A méhek kertje elmaradhatatlan része az angol parképítészetnek. A kew-it 1993-ban alapították. A három kaptár méhkolóniái Új-Zélandról származnak. A kert célja bemutatni a rovarok és növények kölcsönhatásának fontosságát.[65][66]
- A télikert, ahogyan azt neve is mutatja, a hideg éghajlati körülményeket jól tűrő növényeket mutatja be: többek között mahóniafélék, kányafa, birsalmafa, varázsmogyoró, fűzfafélék, sisakvirág, hóvirág, szellőrózsa található itt.[67]
- Az orgonakertet 1997-ben hozták létre, noha az orgonák mindig is jelen voltak Kewban. A kelet-európai orgonafajok (Syringa) mellett számos ázsiai, Kína hegyvidéki régiójából származó faj megtalálható a kertben.[68]
- A rózsakertet a Pálmaház mögött alakították ki 1923-ban az egykori Csónakázó-tó helyén. A kert 54 virágágyásból áll, melyekben világ minden tájáról gyűjtött rózsafajok élnek . Külön ágyások mutatják be a rózsák keresztezésének történetét.[60][69]
- A rododendron sétány egyike Kew nevezetességeinek. A sétányt több mint 700 rododendronbokor szegélyezi. Az itt található fajok között akad néhány egyedi is, például a Rhododendron kewense és a Rhododendron loderi, amelyeket itt hibridizáltak.[70][71]
- Az azáleakertet az 1820-as években alapították az első Gentből származó azáleák számára. A körkörösen elhelyezett virágágyások fajai a világ különböző pontjairól származnak Észak-Amerikától Japánig.[72][73]
- A bambuszkert egyike Kew legérdekesebb kertjeinek. Több mint 120 különböző bambuszfaj található meg Kínától Japánig.[74][75]

## Arborétum
A növénykert területének jelentős részét az arborétum foglalja el, mely az egykori richmondi erdőségből alakult ki a 18. században, a kert alapításával párhuzamosan. 1757 és 1768 között 488 fát és cserjét ültettek, amelyek nagy része ma is látható, mint például a ginkgo (Ginkgo biloba), fehér akác (Robinia pseudoacacia), közönséges pagodafa (Sophora japonica). Az arborétum fejlődésének másik fontos állomása 1845-ben volt, amikor területét 80 hektárral megnövelték. Ebből az időből származik a rendszertani gyűjtemény is. 1898-ban Viktória királynő a növénykertnek adományozta Sarolta királyné kunyhóját, egy korábbi királyi nyaralót és a hozzá kapcsolódó területet. Ugyancsak ebben az időben kerültek a növénykert tulajdonába a Kew-palota kertjének egyes részei.
A 20. század elején az arborétum hanyatlásnak indult, ami elsősorban a londoni levegő fokozódó szennyezettségének tudható be. A fák nagy részét áttelepítették a Kent grófságbeli Begdeburybe, az újonnan alapított Nemzeti Arborétumba.
Az arborétumot az 1970-es években újították fel: számos (elsősorban ázsiai) új fajt telepítettek be, az igényesebb fajokat pedig átszállították az 1965-ben felvásárolt Wakehurst-birtokra, ahol kedvezőbb életfeltételeket biztosítottak számukra.
A növényállomány jelentős károkat szenvedett az 1987-es nagy viharban, mely során több mint 650 fa kidőlt, közöttük értékes, több száz éves példányok is.
Az arborétum legértékesebb példányai a 18. században ültetett szelídgesztenye (Castanea sativa), csertölgy (Quercus cerris), valamint a 19. századi feketefenyő (Pinus nigra), tulipánfa (Liriodendron) és mandulafenyő (Pinus pinea).
Az arborétum részei:
- erdei tisztás: hatalmas vörösfenyők és más fenyőfélék veszik körbe
- Berberis-sétány: az út menti sóskafák (Berberis) után kapta a nevét; egy régi kőfejtő területén alakították ki 1869–75 között
- cseresznye-sétány: a pálmaháztól a pagodáig húzódik, nevét az út menti, Japánból származó cseresznyefák után kapta
- tó: az arborétum fő látványossága, partján nedvességkedvelő fák és cserjék találhatók, a szigeteken pedig tupelofák (Nyssa); a Sackler-hidat 2006-ban építették a tó fölé
- magyal-sétány: 1874-ben alakították ki, ekkor ültették be a magyalbokrokat is; 1030 méter hosszú
- fenyves: 1870-ben alapították az európai, ázsiai és amerikai erdőségek bemutatására; legjelentősebb példányai az örökzöld mamutfenyő, illetve a chilei araukária.[76][77]

## Japánkert

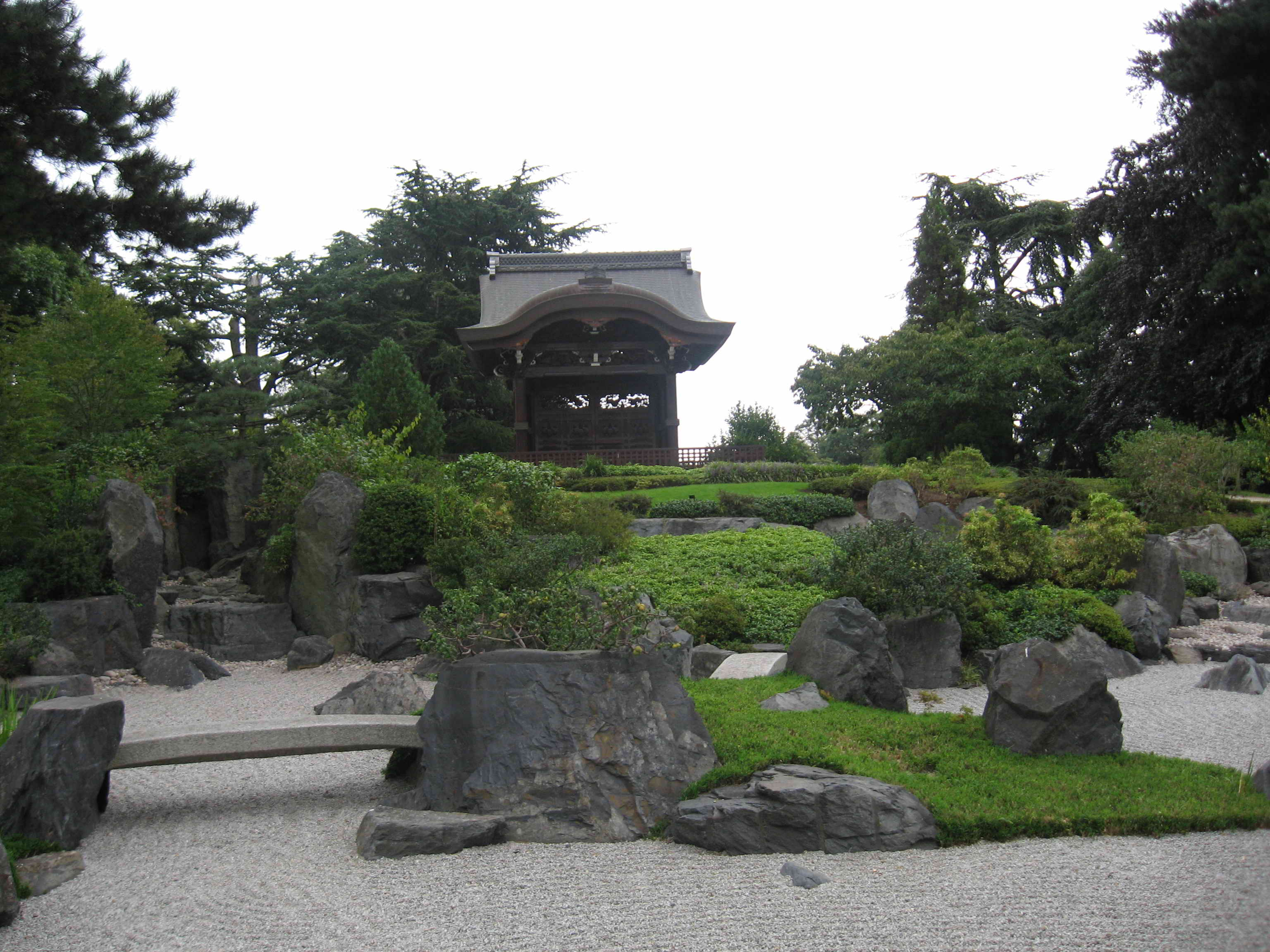
A japánkert és a Csokusi-Mon

A kew-i kertekben is megtalálható a növénykertek egyik elmaradhatatlan eleme, a japánkert. Központi építménye a kiotói palota Csokusi-Mon, azaz a Császári Hírnök Kapujának másolata, amelyet az 1910-es Japán-Brit Kiállítás számára terveztek, majd később áthelyezték a növénykertbe. A 16. századi japán építészeti stílusban megépült kaput igényes faragások díszítik, melyek stilizált állatokat és virágokat, valamint japán mitológiai alakokat ábrázolnak. A kaput 1995-ben újították fel és ekkor rendezték be a napjainkban is látható japánkertet.
A kb. 5000 m²-nyi alapterületen elhelyezkedő kert három részből áll: a Béke kertje, amely egy hagyományos japán teakertnek (rodzsi) a másolata; a Mozgás kertje a vízesések természetes világát szimbolizálja; a Harmónia kertje pedig Japán hegyvidéki növényvilágát hivatott bemutatni.
A japánkert legérdekesebb növényei:
- hinoki (Chamaecyparis obtusa): egy Japánban őshonos, a sintó szent fenyőféléje
- bambusz: a japánkertek elmaradhatatlan eleme
- kurume azáleák: örökzöld növények Kjúsú szigetéről[78][80]

## Kerti építmények

### Pagoda
A növénykert legismertebb építménye a 18. században épített pagoda. A tízemeletes épület 50 m magas és építése idején a legmagasabb kínai-stílusú építmény volt Európában. A kör alaprajzú épület átmérője emeletenként 30 centiméterrel csökken. Eredeti díszítése rendkívül színes volt. A tetőt fényezett vaslemezek borították és az épületet 80 fából faragott, aranyozott sárkány díszítette, melyek az utólagos restaurálások és átépítések során elvesztek. A pagoda köré borókafenyőket telepítettek.

### Dekoratív kerti építmények
- Az Arethusza-templomot 1758-ban építették. Ma Kew világháborús emlékművének ad otthont. Arethusza Néreusz tengeristen leánya, Artemisz kísérője volt. Ortügia szigetére menekült kérője, Alpheiosz folyamisten szerelmi ostroma elől, majd Artemisz segítségét kérte, aki ott a nimfát forrássá változtatta.[83]
- Aiolosz templomát 1760–63 között építette Sir William Chambers, 1845-ben pedig Decimus Burton építette át mai formájára. A mitológiában Aiolosz a szelek és viharok istene volt.[84]
- A Bellona-templomot a háború római istennője után nevezték el. Ma a hétéves háborúban (1756–63) elesett brit és hannoveri csapatok emléktábláit őrzi.[85]
- A campanile olaszországi román stílusjegyeket magán viselő torony. Decimus Maximus tervezte a közeli Pálmaházat fűtő kazánok kéményének elrejtésére.
- A jégház 1763-ban épült. A kew-i tó jegét tárolták itt, hogy a nyári hónapokban felhasználhassák az ételek és italok tartósítására. A jégház körül alakították ki stílusosan a télikertet, a hideg éghajlatot kedvelő növények gyűjteményét.
- A romos diadalívet 1759-ben építette Sir William Chambers.[86]
- Vilmos király temploma 1837-ben épült olaszországi toszkán-stílusban. A mindeni és waterlooi csatában elesett brit katonák emléktábláit őrzi.[87][88]

### Pálmaház-tó és szökőkút
A tavat 1845-ben alakították ki az egykori csónakázó-tó egy részéből. A tó kialakításának elsődleges célja a Pálmaház grandiózus tömbjének a kihangsúlyozása volt. Szökőkútját 1853-ban építették, szobra Héraklészt ábrázolja, amint Akhelóosz folyamistennel harcol Déianeira kezéért. A tó partját virágágyások díszítik.

### Minka
A minka egy hagyományos japán lakóház, fából készült szerkezettel, nádból készült tetővel. A minkák a 20. század közepéig a japán városnegyedek meghatározó építményei voltak. A kew-i 1900 körül épült Okazakiban. A növénykert 1993-ban vásárolta meg és 2001-ben állította ki a bambuszkert közepén. A házban időszakos, elsősorban japán művészeti témákkal foglalkozó kiállításokat szerveznek.

### Egyéb épületek
- A Narancsházat 1761-ben építették Sir William Chambers tervei alapján. A kert legnagyobb klasszicista stílusú épülete: 28 m hosszú, 10 m széles. Az eredeti tervek szerint melegháznak készült a kert narancsfái számára, a kis ablakfelületek miatt azonban nem volt alkalmas a citrusfélék számára, ezért más gyűjteményeknek adott otthont. Az emiatt eszközölt számos változtatás után 1959-ben eredeti állapotában helyreállították, majd 2002-ben ismét felújították. Ma kávézó működik benne.[92]
- A pavilon 1888-ban épült és egyike volt a kert három orchidea-házának. 1913-ban női aktivisták felgyújtották. Csak később, 1920-ban építették újjá. Ebben is kávézó működik.

## Kew-palota

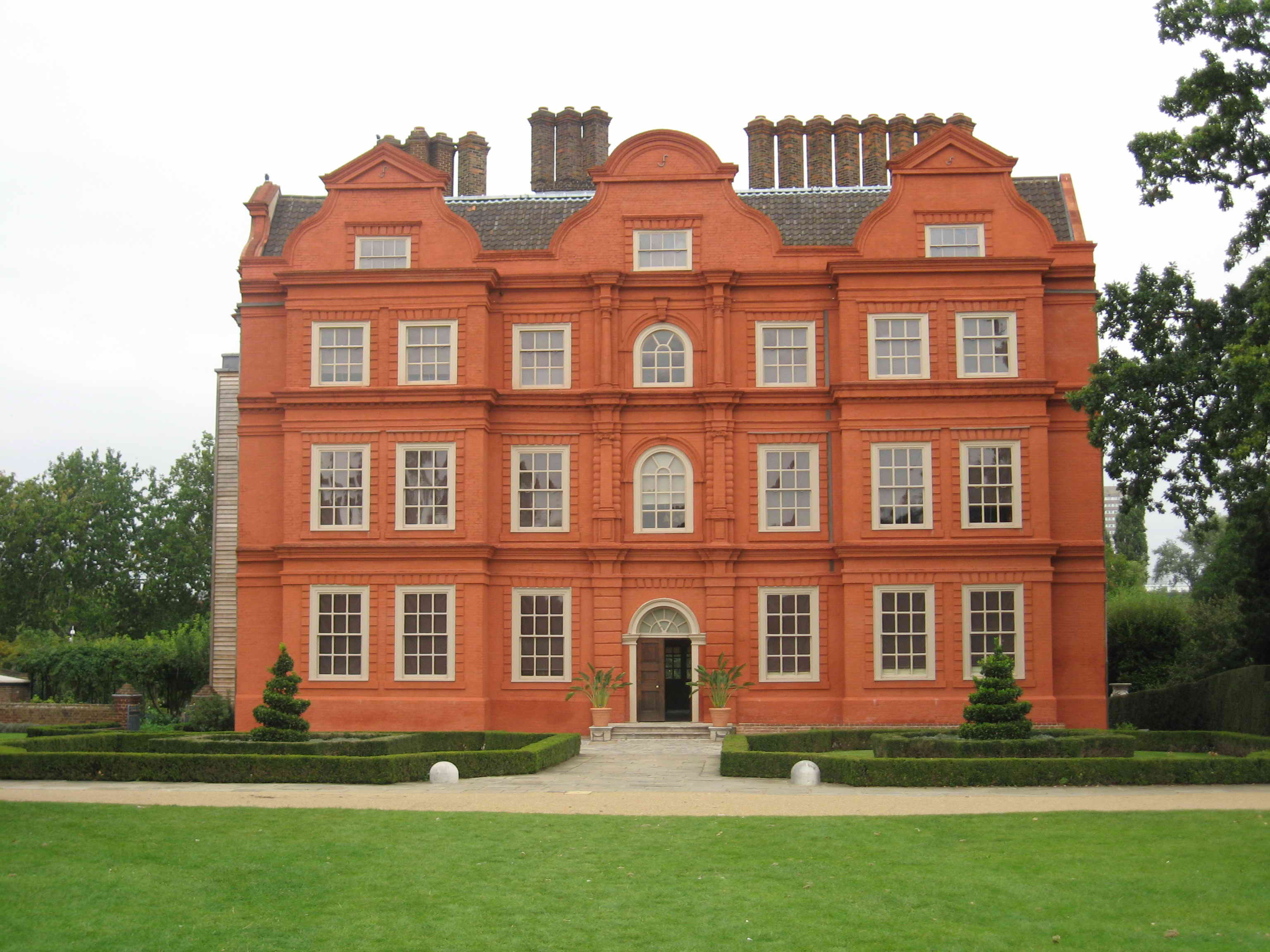
Kew palota

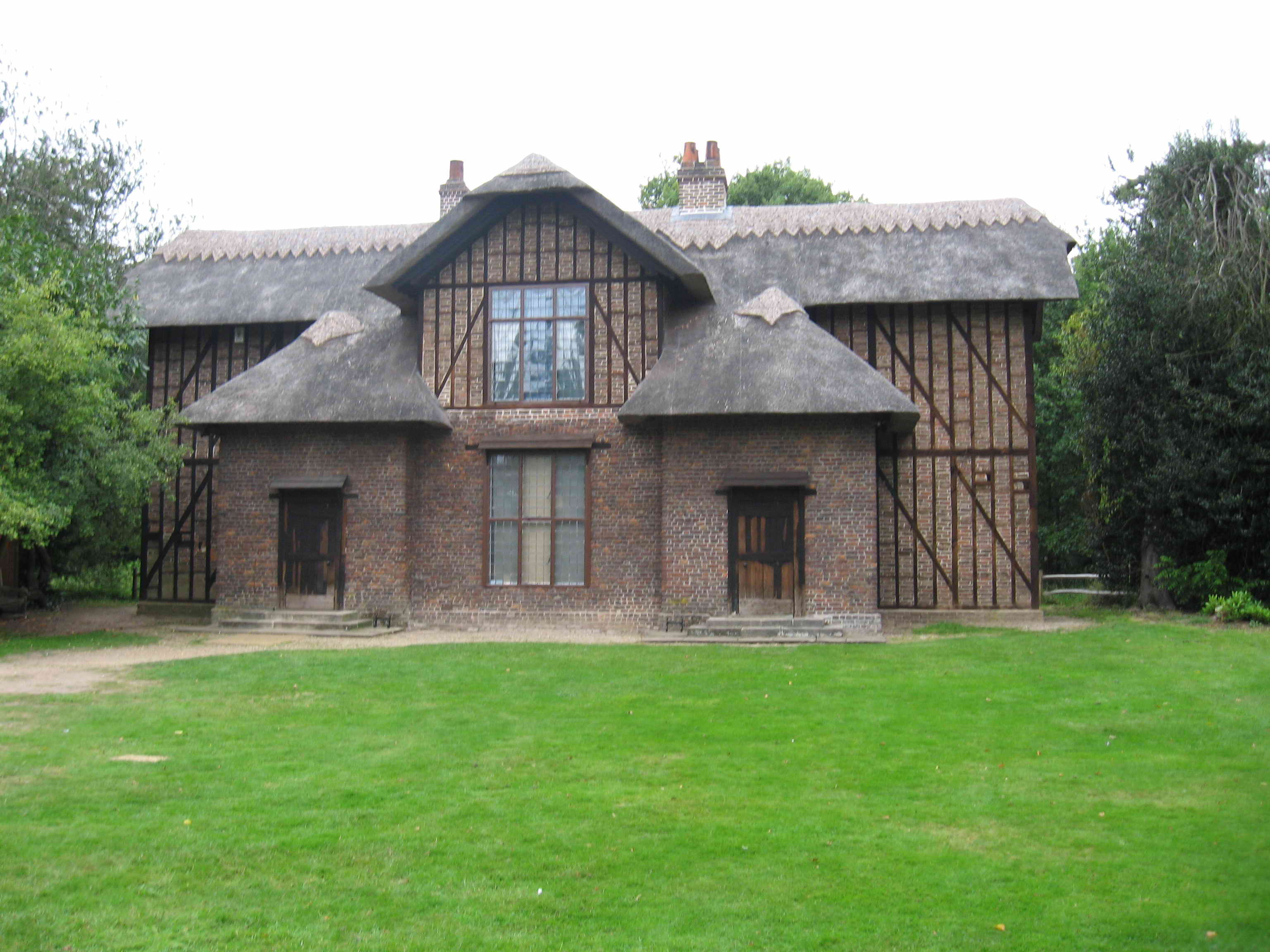
Sarolta királyné kunyhója

A Kew-palota egyike volt a legkisebb brit királyi rezidenciáknak. A négyemeletes épületet 1631-ben építette Samuel Fotrey, holland származású kereskedő, emiatt Holland-háznak (Dutch House) is nevezték. Vörös téglából épült fel, a flamand téglaépületek stílusában. A királyi család először 1728-ban használta, III. György 1781-ben vásárolta fel és bővítette ki családja számára. Feleségének Sarolta királynénak kedvenc rezidenciája volt. A királyné itt halt meg 1818-ban. Viktória királynő közvetlenül trónra kerülése után, 1837-ben a palotát és a hozzátartozó birtokot a növénykertnek ajándékozta, csak egy kis nyaralót, az ún. Sarolta királyné kunyhóját tartotta meg.

## Sarolta királyné kunyhója
A kis nyaralót 1761-ben ajándékozta III. György feleségének, Sarolta királynénak, aki tovább bővítette egy emelet hozzáadásával. A háznak elsősorban dekoratív szerepe volt az arborétum közepén és ritka esetekben helyszíne volt királyi étkezéseknek. A ház 1898-ig királyi birtok maradt, amikor Viktória királynő, a szomszédos 15 hektárnyi területtel a növénykertnek ajándékozta, mindössze annyi kérése volt, hogy őrizzék meg a terület természethű környezetét.

## Művészet a kertben
- A Marianne North Galéria a hastingsi tájképfestőnő műveit őrzi. Marianne North (1830-1890) a világ körüli utazásai során látott egzotikus növények és tájak megörökítése révén lett híres. 1879-ben ajándékozta festményeit a növénykertnek. Az indiai ihletésű kiállítótermet barátja, James Fergusson építész tervezte, a művésznő több mint 800 alkotásának elhelyezésére.[98]
- A Kew Galéria a Cambridge-házban kapott helyet. Itt elsősorban időszakos kiállításokat szerveznek, valamint az épület kibérelhető különböző események (esküvők, fogadások stb.) számára is.[99][100]

## Tudomány és kutatás

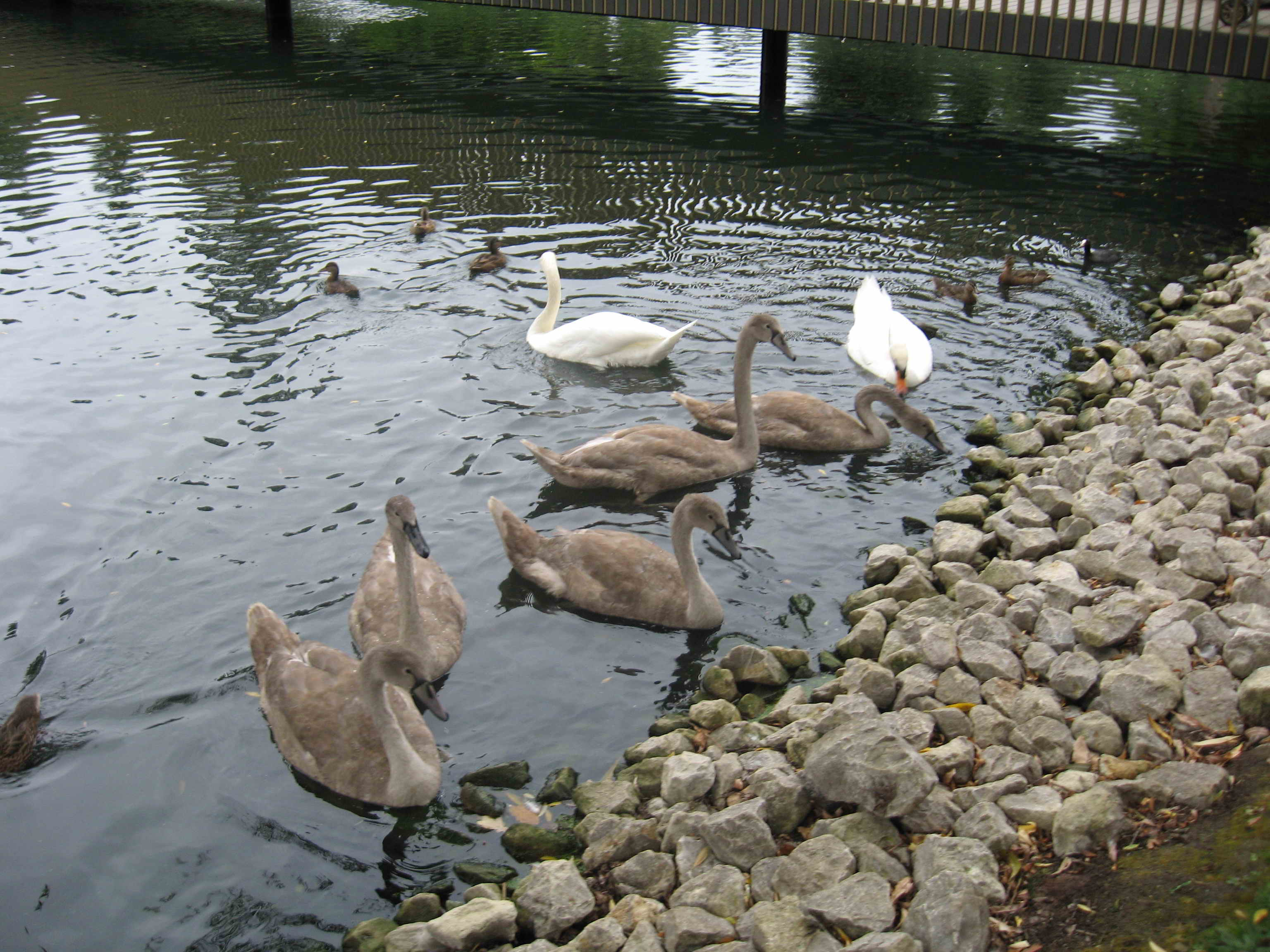
Kew-i hattyúcsalád

- A herbárium szárított növények és gombák gyűjteménye. Elsődleges jelentősége a különböző fajok azonosításában és osztályozásában van. A kew-i herbárium több mint 7 millió példányt tartalmaz, melyek közül 350 000 típus-példány. Az intézményt 1853-ban alapították számos magángyűjtemény összeolvasztásával (David Livingstone, Joseph Hooker, Charles Darwin stb.). A gyűjtemény évente közel 30 000 példánnyal gyarapodik a botanikus kert nemzetközi kapcsolatainak köszönhetően. A herbárium részét képezi a spiritusz-gyűjtemény, amelyet 1930-ban alapítottak és napjainkban közel 70 000, spirituszban őrzött példányt tartalmaz. Ugyancsak jelentős a herbárium karpológiai gyűjteménye, több mint 20 000 növényfaj magjával. A mikológiai gyűjtemény közel 800 000 gombapéldányt tartalmaz, melyek közül 35 000 típus-példány.[101][102]
- A gazdasági botanika gyűjtemény az emberiség és a növényvilág kapcsolatát hivatott bemutatni, a különböző növényekből készült eszközöktől a növényi nyersanyagokig, amelyeket az építkezésben, gyógyászatban, textiliparban stb. használtak és használnak fel. A gyűjteményt 1847-ben alapította Sir William Hooker. Jelenleg több mint 81 000, a világ minden sarkából összegyűjtött múzeumi tárggyal büszkélkedik .[103][104]
- A Jodrell laboratóriumot 1876-ban alapította névadója, T.J. Phillips Jodrell. Ma itt végzik a növényanatómiai, növényfiziológiai, citogenetikai, mikrobiólógiai, biokémiai és egyéb kutatásokat. A laboratórium épületéhez kapcsolódik a Kertészeti Főiskola épülete, valamint a faiskola épülete is.[105]
- Kew könyvtára büszkélkedik a világ egyik legnagyobb botanikai könyvgyűjteményével.[106][107]

## A park állatvilága
Mivel Kew London egyik legkiterjedtebb zöldterülete, számos állatfaj (főleg madarak) talál menedékre területén. A madarak közül megemlítendők a vörös vércse, a fehérhátú fakopáncs, a karvaly, a csuszka, a vörösbegy, a fácán, a szürke gém, a kormorán, a vöcsök, a hattyú és számos lúdféle.
A parkban több mint 22 lepkefaj él, számos szitakötő illetve 15 denevérfaj, melyek közül számos védett (törpedenevér, korai denevér, vízi denevér). A parknak nagyszámú szarvasbogár-populációja van. Számukra rothadó fatörzsekből álló külön életteret alakítottak ki.